# Leo Marks
Leopold Samuel Marks (Londres, 24 de setembro de 1920 — 15 de janeiro de 2001) foi um criptógrafo, roteirista e dramaturgo britânico. Marks foi chefe de códigos e cifras na Executiva de Operações Especiais durante a Segunda Guerra Mundial.